# Antimo (medico)
Antimo (in greco Ἄνθιμος?; ... – VI secolo) è stato un medico greco antico, che operò alla corte di Teodorico il Grande re degli Ostrogoti.
Scrisse un opuscolo in forma di lettera dal titolo De observatione ciborum (Sull'osservanza dei cibi) che è considerato un'importante fonte per lo studio della lingua latina tarda e delle prescrizioni mediche dietetiche bizantine.

## L'opera
Sebbene non si tratti di un vero e proprio ricettario, il De observatione ciborum fornisce dettagliate istruzioni per la preparazione di alcuni piatti tipici della cucina bizantina: l'afrutum (bianco d'uova sbattuto) e uno stufato di vitello cucinato con miele, aceto e spezie.
Altre preparazioni gastronomiche sono descritte in maniera più frettolosa; spesso esse riflettono lo stile di cucina romano (per esempio l'uso di ossimele), ma anche l'apprezzamento dei Franchi per la pancetta. Antimo riferisce pure di alcuni specifici cibi disponibili nei territori controllati da Teodorico: il riferimento ad alcune spezie rende palese che esse erano ancora in circolazione dopo la caduta dell'Impero Romano d'Occidente.
Dal punto di vista dietetico il testo illustra l'uso del cibo come rimedio per dissenteria, idropisia e febbre. In generale l'approccio di Antimo è basato sulla teoria umorale sebbene non faccia i nomi delle fonti da lui usate.

## Edizioni
- Valentin Rose, Anecdota graeca, vol. 2, Berlin, 1870, pp. 41 ff.
- Valentin Rose, Teubner edition, 1877 (online)

### Traduzioni italiane
- Anthimi De observationem ciborum, prefazione, testo latino, traduzione italiana e commento filologico a cura di Aldo Marsili, Pisa, Tip. editrice U. Giardini, 1959